# Клірвотер (Канзас)
Клірвотер (англ. Clearwater) — місто (англ. city) в США, в окрузі Седжвік штату Канзас. Населення — 2653 особи (2020).

## Географія
Клірвотер розташований за координатами 37°30′31″ пн. ш. 97°29′51″ зх. д. / 37.50861° пн. ш. 97.49750° зх. д. (37.508522, -97.497387).  За даними Бюро перепису населення США в 2010 році місто мало площу 4,84 км², уся площа — суходіл.

## Демографія
Згідно з переписом 2010 року, у місті мешкала 2481 особа в 908 домогосподарствах у складі 660 родин. Густота населення становила 512 особи/км².  Було 963 помешкання (199/км²).
Расовий склад населення:
| - 97,2 % — білих - 0,3 % — корінних американців - 0,3 % — азіатів - 0,2 % — чорних або афроамериканців |

До двох чи більше рас належало 1,7 %. Частка іспаномовних становила 1,6 % від усіх жителів.
За віковим діапазоном населення розподілялося таким чином: 29,6 % — особи молодші 18 років, 53,9 % — особи у віці 18—64 років, 16,5 % — особи у віці 65 років та старші. Медіана віку мешканця становила 35,8 року. На 100 осіб жіночої статі у місті припадало 89,1 чоловіків;  на 100 жінок у віці від 18 років та старших — 82,2 чоловіків також старших 18 років.
Середній дохід на одне домашнє господарство  становив 67 832 долари США (медіана — 59 083), а середній дохід на одну сім'ю — 78 674 долари (медіана — 74 732). Медіана доходів становила 61 719 доларів для чоловіків та 37 008 доларів для жінок. За межею бідності перебувало 10,2 % осіб, у тому числі 15,0 % дітей у віці до 18 років та 6,1 % осіб у віці 65 років та старших.
Цивільне працевлаштоване населення становило 1253 особи. Основні галузі зайнятості: освіта, охорона здоров'я та соціальна допомога — 32,8 %, виробництво — 21,9 %, роздрібна торгівля — 13,2 %, науковці, спеціалісти, менеджери — 9,0 %.